# Scargill
Scargill – osada i civil parish w Anglii, w hrabstwie Durham. Leży 39 km na południowy zachód od miasta Durham i 353 km na północ od Londynu. W 2001 roku civil parish liczyła 37 mieszkańców.